# Hugh Elliot
Hugh Elliot, född 6 april 1752, död 10 december 1830, var en brittisk diplomat.

## Biografi
Hugh Elliot var son till Gilbert Elliot, 3:e baronet av Minto, bror till Gilbert Elliot, 1:e earl av Minto och far till Charles Elliot.
Efter studier i Frankrike - där han var skolkamrat med Mirabeau - och Oxford samt en tids krigstjänst (som frivillig i ryska armén 1772–1773 under kriget mot Osmanska riket) gick han över till den diplomatiska banan och blev 1773 ministre plénipotentiaire i München och 1777 envoyé i Berlin.
År 1782 återkallades han av den dåvarande brittiska regeringen på grund av sina sarkasmer om densamma, men efter ministärförändringen utnämndes han senare på året till envoyé i Köpenhamn. Där kom han i beröring med Gustav III, när denne 1787 helt oväntat besökte danska kungahuset för att i detta vinna en bundsförvant mot Ryssland. Gustav III lät nämligen genom Per Olof von Asp förfråga sig hos Elliot, om han vid ett eventuellt anfall på Ryssland kunde räkna på Englands understöd. Elliot gav det mest uppmuntrande svar och sökte sedermera skilja Danmark från dess förbund med Ryssland. När Danmark 1788 enligt förbundstraktaten anföll det i krig med Ryssland invecklade Sverige, skyndade Elliot, efter fåfänga försök i Köpenhamn att hålla den danska regeringen tillbaka, i september över till Sverige, erbjöd Gustav III engelsk-preussisk medling, beredde sig att personligen delta i försvaret av Göteborg, mot vilket en dansk-norsk här under prins Karl av Hessen ryckte fram, och tvingade, genom hot av krig med England och Preussen, prinsen att ingå en vapenvila.
Elliot gjorde därvid Sverige en tjänst, även om han ej såsom han sedermera påstod räddade Sverige från faran att delas mellan Ryssland och Danmark. Hugh Elliot beskrev efteråt den tacksamhet som svenska folket hade visat honom för insatsen. "På min hemresa", skriver han, "blev jag nästan buren av folkets händer. I varje stad och by mottogs jag av invånarne som deras beskyddare och befriare." Han tyckte å sin sida om det svenska folket, "men de så kallade adelsmännen påminna mig i viss mån om mina gamla bekanta i Polen", skrev han till svenske ministern i Köpenhamn. "De tala om frihet men längta blott efter tillfällen att få sälja sig."
I ett brev till Gustav III bad han kungen att för Nordens lugn offra den olycksaliga ära som en furste endast kan vinna genom blodsutgjutelse. Han önskade att kungen endast skulle ta råd av sitt "ädla, upphöjda och ömma hjärta".
År 1791 avgick Elliot i en hemlig mission till Paris, antagligen för att söka vinna sin gamle studiekamrat Mirabeau för England, var 1791–1803 minister i Dresden och sedan 1803 i Neapel, där han kom under lady Hamiltons inflytande och 1806 sökte kvarhålla en engelsk kår under Craig för att försvara Neapels område för den av Napoleon I avsatta bourbonska dynastins räkning. Denna självtagna myndighet medförde hans återkallande.
Elliot var 1809–1813 guvernör över Leeward Islands (se även Samuel Fahlberg för hans inblandning i oroligheter på Saint-Barthélemy) och 1814–1820 över Madras.